# Fusarium proliferatum
Fusarium proliferatum är en svampart som först beskrevs av Matsush., och fick sitt nu gällande namn av Nirenberg ex Gerlach & Nirenberg 1982. Fusarium proliferatum ingår i släktet Fusarium och familjen Nectriaceae.   Inga underarter finns listade i Catalogue of Life.